# Kakofonie
Kakofonie (z řeckého κακός [kakós], „špatný“ a φωνή [phōné], „zvuk“) je zvukový nesoulad (nelibozvučnost) v hudbě nebo řeči. Jde o zvuky, které působí drsně, nepříjemně, chaoticky nebo nesouladně, může jít i o nesmyslnou směsici zvuků.
V mluvené řeči vzniká nejčastěji zřetězením (nahromaděním) obtížně vyslovitelných nebo podobně znějících slabik, nebo nepravidelným rytmem přízvučných slabik. Kakofonie se záměrně využívá pro vytváření slovních hříček a jazykolamů s expresivní (většinou komickou) funkcí.

Příklady:

Nesnese se se sesekaným.

Strč prst skrz krk.
V poezii a literatuře lze využitím kakofonie (a jejího protějšku eufonie) podtrhnout náladu, tj. posílit v posluchači (v případě kakofonie nepříjemný) pocit vyvolaný faktickým obsahem textu.
V hudbě vzniká kakofonie nahromaděním tónů v disonantních (nelibozvučných) intervalech.

Příkladem může být úryvek z Mahlerovy 10. symfonie:

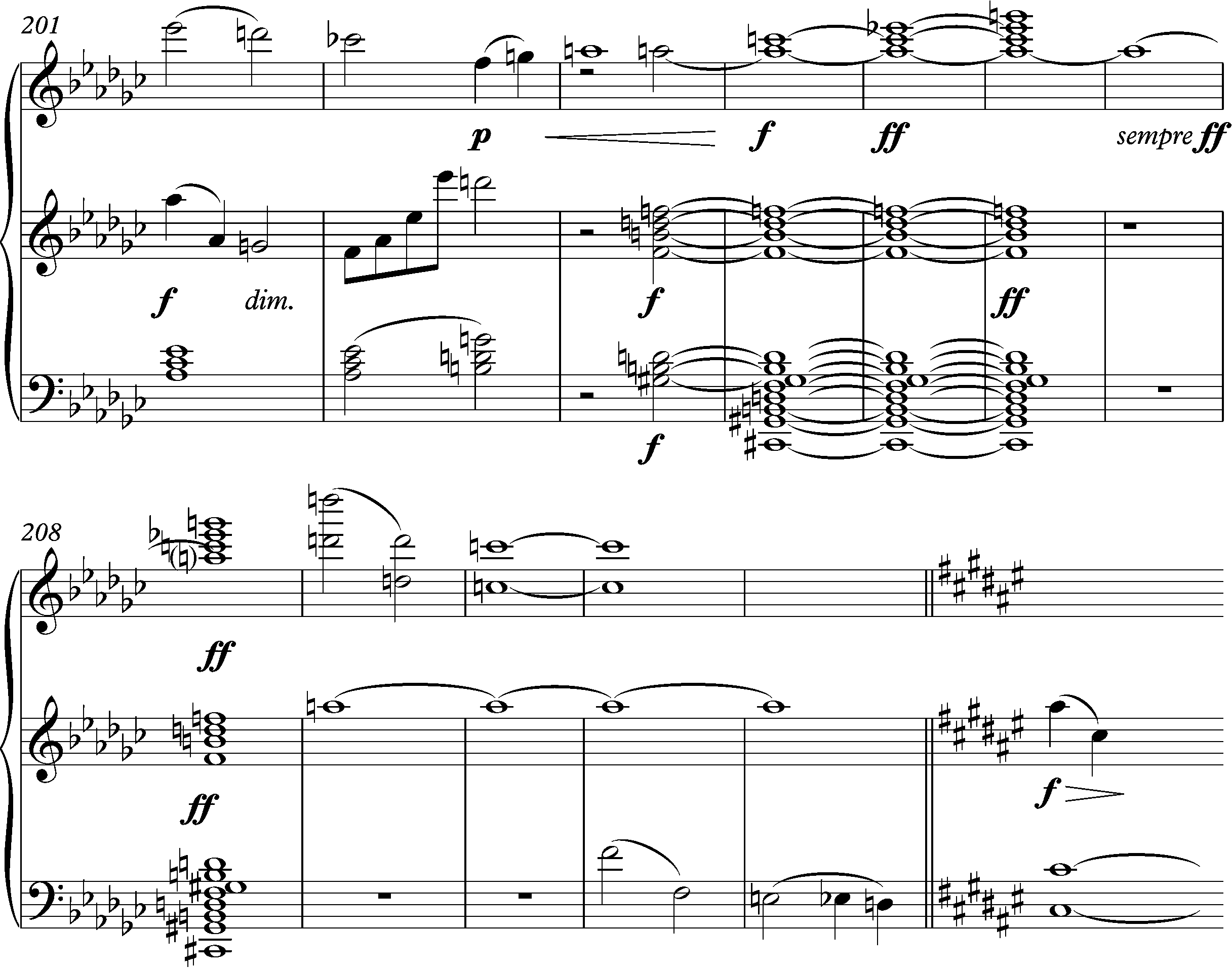
Mahlerova Symfonie 10 Adagio, takty 201–213

Termín se také používá v přeneseném významu pro nejednotnost a neshody mezi lidmi („politická kakofonie“).
Opakem kakofonie je eufonie.